# Avilés (Comarca)
Die Comarca Avilés (spanisch Comarca de Avilés, asturisch comarca d’Avilés) ist eine von acht Comarcas (Verwaltungseinheit) der Autonomen Region Asturien. Verwaltungssitz ist Avilés. Zur Comarca gehören folgende zehn Concejos:

## Gemeinden
| Gemeinde            | Einwohner (2024) | Fläche km² | Dichte Einw./km² | Cod INE | Postleitzahl                      |
| ------------------- | ---------------- | ---------- | ---------------- | ------- | --------------------------------- |
| Avilés              | 75.351           | 26,81      | 2.811            | 33004   | 33400–33403                       |
| Candamo             | 1.899            | 71,97      | 26               | 33010   | 33828, 33829                      |
| Castrillón          | 22.124           | 55,34      | 400              | 33016   | 33450, 33405, 33456–33459         |
| Corvera de Asturias | 15.637           | 46,01      | 340              | 33020   | 33404, 33416                      |
| Cudillero           | 4.896            | 100,78     | 49               | 33021   | 33150                             |
| Gozón               | 10.405           | 81,73      | 127              | 33025   | 33418, 33440, 33448, 33449, 33490 |
| Illas               | 1.034            | 25,51      | 41               | 33030   | 33411                             |
| Muros de Nalón      | 1.942            | 8,09       | 240              | 33039   | 33138                             |
| Pravia              | 7.790            | 102,96     | 76               | 33051   | 33120                             |
| Soto del Barco      | 3.807            | 35,34      | 108              | 33069   | 33126                             |
| Comarca Avilés      | 144.885          | 554,54     | 261              | –       | –                                 |

1. ↑  Instituto Nacional de Estadística Municipal Register of Spain